# LovePlus
LovePlus (ラブプラス) est un jeu vidéo de drague développé et édité par Konami, sorti en 2009 sur Nintendo DS.

## Système de jeu

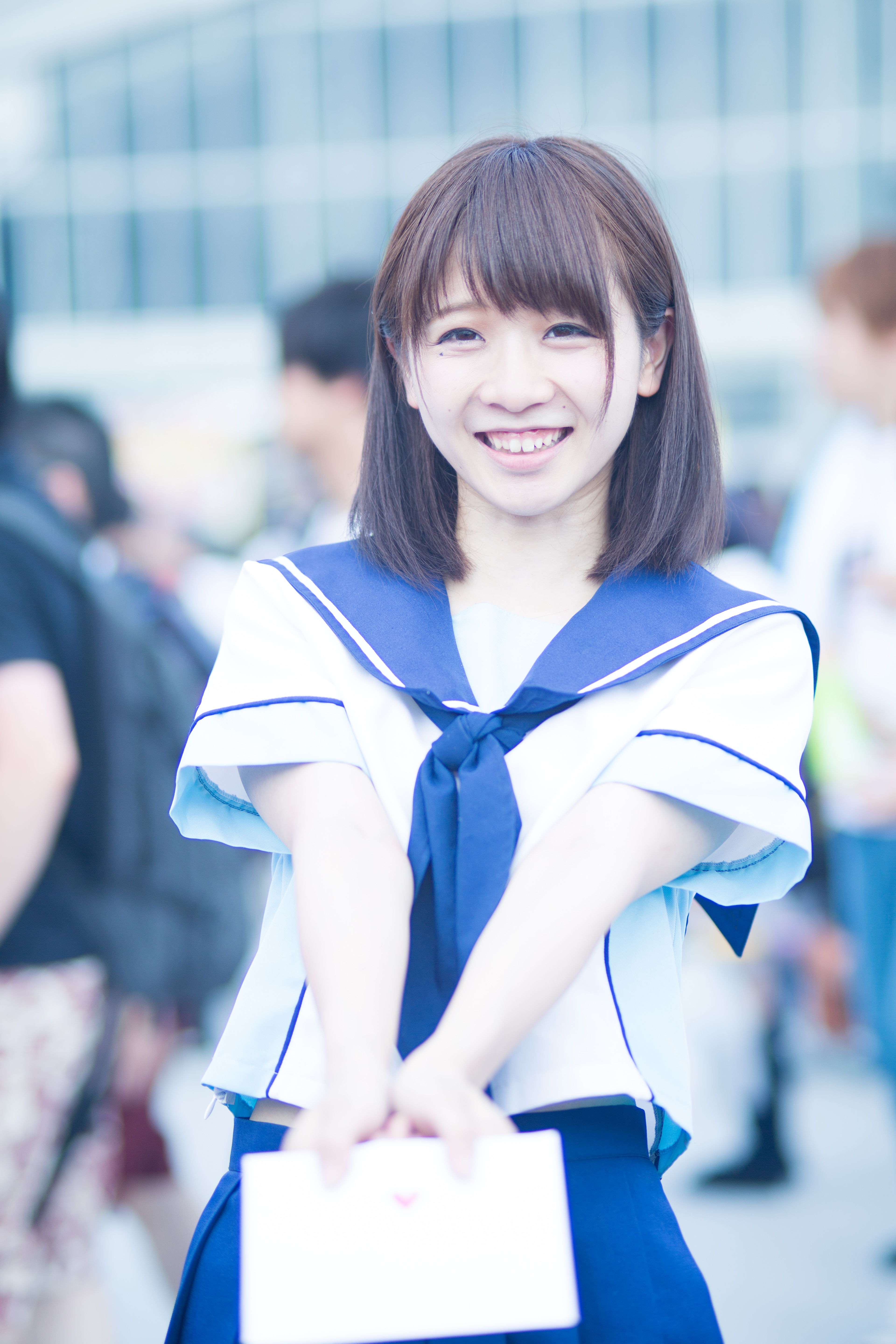
Cosplay de LovePlus

## Ventes
En 2014, le jeu s'était écoulé à plus de 300 000 exemplaires au Japon.

## Postérité
Le jeu a été décliné en manga et a connu plusieurs suites :
- LovePlus+ sur Nintendo DS en 2010
- LovePlus i sur iOS en 2011
- NEW LovePlus sur Nintendo 3DS en 2012
- NEW LovePlus+ sur Nintendo 3DS en 2014